# Кеслі
Кеслі (англ. Kelsey) — сільський муніципалітет в Канаді, у провінції Манітоба, у межах невключеної частини переписної області №21.

## Населення
За даними перепису 2016 року, сільський муніципалітет нараховував 2424 особи, показавши зростання на 4,0%, порівняно з 2011-м роком. Середня густина населення становила 2,8 осіб/км².
З офіційних мов обидвома одночасно володіли 155 жителів, тільки англійською — 2 270, тільки французькою — 5. Усього 160 осіб вважали рідною мовою не одну з офіційних, з них 65 — одну з корінних мов, а 10 — українську.
Працездатне населення становило 66,8% усього населення, рівень безробіття — 7,5% (7,8% серед чоловіків та 7,3% серед жінок). 89,4% осіб були найманими працівниками, а 9,3% — самозайнятими.
Середній дохід на особу становив $49 947 (медіана $41 120), при цьому для чоловіків — $53 017, а для жінок $46 787 (медіани — $48 768 та $35 264 відповідно).
24,8% мешканців мали закінчену шкільну освіту, не мали закінченої шкільної освіти — 20,1%, 55,5% мали післяшкільну освіту, з яких 28,7% мали диплом бакалавра, або вищий.
| Статево-вікова структура населення | Статево-вікова структура населення | Статево-вікова структура населення | Статево-вікова структура населення | Статево-вікова структура населення |
| ---------------------------------- | ---------------------------------- | ---------------------------------- | ---------------------------------- | ---------------------------------- |
|                                    |                                    |                                    |                                    |                                    |
| Всього                             | Всього                             | 53,0%47,0%                         |                                    |                                    |
| 0 — 14 років                       | 0 — 14 років                       |                                    | 19,2%                              | 19,2%                              |
| 15 — 64 років                      | 15 — 64 років                      |                                    | 68%                                | 68%                                |
| 65 і більше                        | 65 і більше                        |                                    | 12,8%                              | 12,8%                              |
| 85 і більше                        | 85 і більше                        |                                    | 0,4%                               | 0,4%                               |
| Середній вік (років)               | Середній вік (років)               | 38,237,9                           | 38,1                               | 38,1                               |
| Медіана (років)                    | Медіана (років)                    | 38,238,7                           | 38,4                               | 38,4                               |
| — чоловіки — жінки                 |                                    |                                    |                                    |                                    |

| Походження мешканців:     | Походження мешканців:     | Походження мешканців: | Походження мешканців: | Походження мешканців: |
| ------------------------- | ------------------------- | --------------------- | --------------------- | --------------------- |
| Походження                |                           |                       | осіб                  | %                     |
| Корінні американці        | Корінні американці        |                       | 740                   | 33.79%                |
| Інше північноамериканське | Інше північноамериканське |                       | 565                   | 25.8%                 |
| Європейське               | Європейське               |                       | 1 680                 | 76.71%                |
| британське                | британське                |                       | 1 160                 | 52.97%                |
| французьке                | французьке                |                       | 530                   | 24.2%                 |
| українське                | українське                |                       | 370                   | 16.89%                |
| Латинськоамериканське     | Латинськоамериканське     |                       | 25                    | 1.14%                 |
| Карибське                 | Карибське                 |                       | 10                    | 0.46%                 |
| Азійське                  | Азійське                  |                       | 20                    | 0.91%                 |
| Океанійське               | Океанійське               |                       | 10                    | 0.46%                 |

| Зайнятість населення за галузями (за класифікацією NOC): | Зайнятість населення за галузями (за класифікацією NOC): | Зайнятість населення за галузями (за класифікацією NOC): | Зайнятість населення за галузями (за класифікацією NOC): | Зайнятість населення за галузями (за класифікацією NOC): |
| -------------------------------------------------------- | -------------------------------------------------------- | -------------------------------------------------------- | -------------------------------------------------------- | -------------------------------------------------------- |
|                                                          |                                                          |                                                          |                                                          |                                                          |
| Управління                                               | Управління                                               |                                                          | 7,1%                                                     | 7,1%                                                     |
| Бізнес, фінанси та адміністрування                       | Бізнес, фінанси та адміністрування                       |                                                          | 13,4%                                                    | 13,4%                                                    |
| Природничі та прикладні науки                            | Природничі та прикладні науки                            |                                                          | 4,9%                                                     | 4,9%                                                     |
| Охорона здоров'я                                         | Охорона здоров'я                                         |                                                          | 10,3%                                                    | 10,3%                                                    |
| Освіта, правозахист, муніципальні та урядові служби      | Освіта, правозахист, муніципальні та урядові служби      |                                                          | 19,2%                                                    | 19,2%                                                    |
| Мистецтво, культура, відпочинок та спорт                 | Мистецтво, культура, відпочинок та спорт                 |                                                          | 1,8%                                                     | 1,8%                                                     |
| Роздрібна торгівля та послуги                            | Роздрібна торгівля та послуги                            |                                                          | 18,8%                                                    | 18,8%                                                    |
| Гуртова торгівля, транспорт та обладнання                | Гуртова торгівля, транспорт та обладнання                |                                                          | 19,6%                                                    | 19,6%                                                    |
| Природні ресурси, сільське господарство                  | Природні ресурси, сільське господарство                  |                                                          | 2,2%                                                     | 2,2%                                                     |
| Виробництво                                              | Виробництво                                              |                                                          | 2,7%                                                     | 2,7%                                                     |

## Клімат
Середня річна температура становить -0,1°C, середня максимальна – 21,2°C, а середня мінімальна – -27,3°C. Середня річна кількість опадів – 428 мм.
| Клімат поселення                              | Клімат поселення | Клімат поселення | Клімат поселення | Клімат поселення | Клімат поселення | Клімат поселення | Клімат поселення | Клімат поселення | Клімат поселення | Клімат поселення | Клімат поселення | Клімат поселення | Клімат поселення |
| Показник                                      | Січ.             | Лют.             | Бер.             | Квіт.            | Трав.            | Черв.            | Лип.             | Серп.            | Вер.             | Жовт.            | Лист.            | Груд.            |                  |
| Середній максимум, °C                         | −14,74           | −10,02           | −3,02            | 6,92             | 14,73            | 20,67            | 21,24            | 20,01            | 13,29            | 6,55             | −4,21            | −14,1            |                  |
| Середня температура, °C                       | −20,99           | −16,31           | −9,28            | 0,65             | 8,46             | 14,40            | 17,70            | 16,48            | 9,72             | 3,00             | −7,77            | −17,62           |                  |
| Середній мінімум, °C                          | −27,26           | −22,58           | −15,55           | −5,62            | 2,20             | 8,14             | 14,16            | 12,92            | 6,20             | −0,55            | −11,31           | −21,17           |                  |
| Норма опадів, мм                              | 15               | 13               | 16               | 23               | 38               | 68               | 66               | 61               | 52               | 37               | 20               | 19               |                  |
| Середньомісячна швидкість вітру, м/с          | 3.20             | 3.27             | 3.30             | 3.60             | 3.60             | 3.50             | 3.30             | 3.30             | 3.60             | 3.66             | 3.44             | 3.24             |                  |
| Середньомісячна сонячна радіація, кДж/м²·день | 3342             | 6875             | 12464            | 17638            | 20671            | 21786            | 21087            | 17298            | 11314            | 6375             | 3320             | 2375             |                  |
| --------------------------------------------- | ---------------- | ---------------- | ---------------- | ---------------- | ---------------- | ---------------- | ---------------- | ---------------- | ---------------- | ---------------- | ---------------- | ---------------- | ---------------- |
| Джерело:                                      |                  |                  |                  |                  |                  |                  |                  |                  |                  |                  |                  |                  |                  |